# 스티핀 펫칫

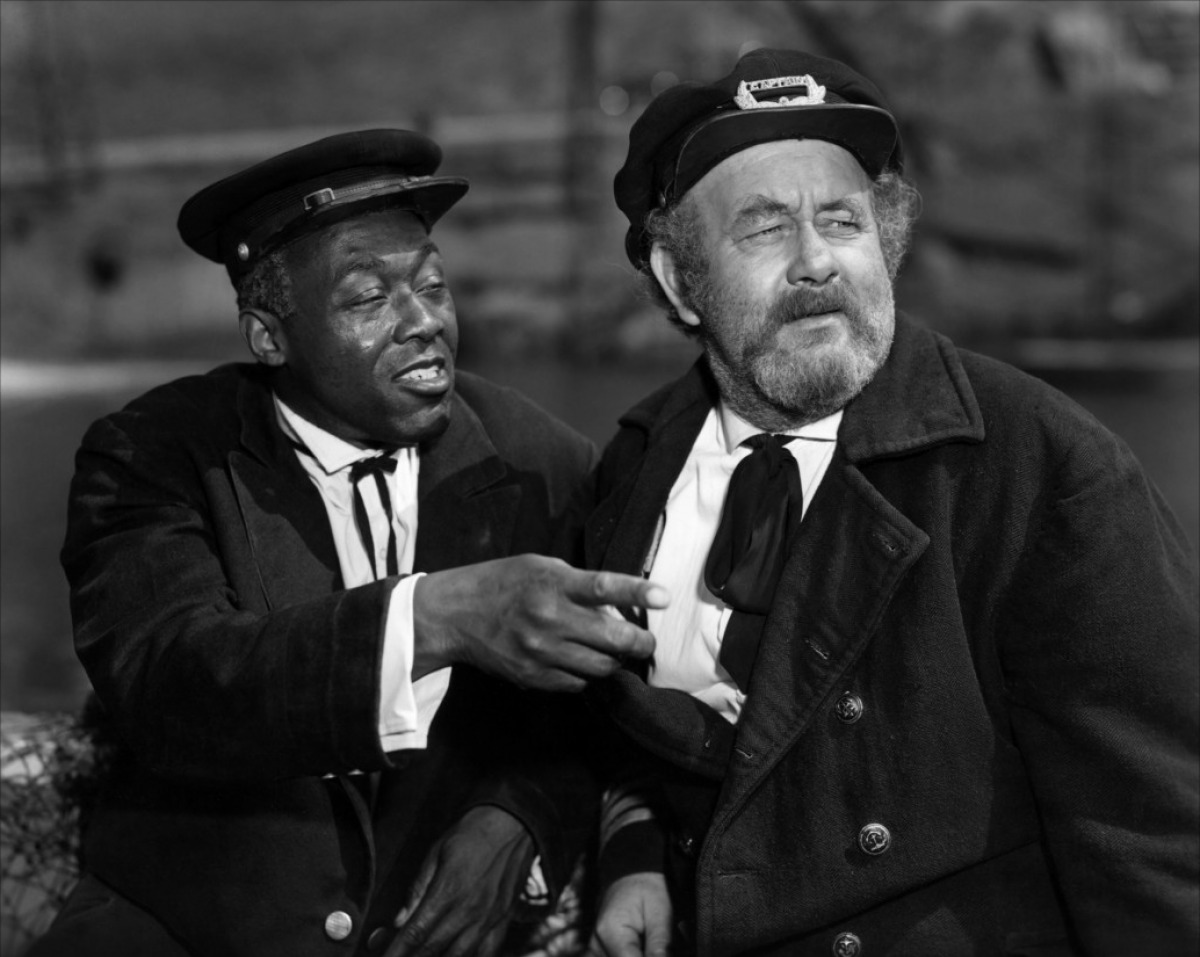

스티핀 펫칫(Stepin Fetchit, 1902년 5월 30일 ~ 1985년 11월 19일)은 미국의 희극 배우, 영화배우이다.
키웨스트에서 태어났으며 우들랜드힐스에서 사망하였다. 사인은 폐렴이다.

## 영화
- 태양은 밝게 빛난다 (1953년)
- 분노의 강 (1952년)
- 빅 타이머스 (1945년)
- 제노비아 (1939년)
- 온 더 에비뉴 (1937년)
- 딤플스 (1936년)
- 굽이도는 증기선 (1935년)
- 스탠드 업 앤 치어! (1934년)
- 프리스트 판사 (1934년)
- 더 플로디갈 (1931년)
- 쇼 보트 (1929년)
- 하트 인 딕시 (1929년)
- 폭스 무비톤 폴리스 오브 1929 (1929년)

## 같이 보기
- 자 자 빙크스
- 블랙페이스